# Louis Veuillot
Louis Veuillot (Boynes, 11 ottobre 1813 – Parigi, 7 aprile 1883) è stato un giornalista e scrittore francese.

## Biografia
Figlio di un operaio, autodidatta, ebbe a 13 anni un modesto impiego presso il fratello di C. Delavigne che era avvocato e che gli fece conoscere varie personalità letterarie. A 17 anni entrò nella redazione de L'Écho de la Seine-Inférieure di Rouen, dove si manifestò subito polemista aggressivo e violento. Nel 1832 fu mandato a sostenere la politica governativa nel Mémorial de la Dordogne a Périgueux e fu poi in altri giornali minori di Parigi. Trovò la sua strada morale e pratica quando O. Fulgence lo condusse a Roma e lo presentò al papa. Veuillot si dichiarò convertito e, tornato in Francia attraverso la Svizzera (Pèlerinages Suisses, 1839), divenne il più acceso e intransigente dei cosidiletti "ultramontani".
Da questo atteggiamento di piena subordinazione alla Santa Sede e di sostegno del potere temporale nacquero, tra altre opere: Pierre Saintive (1840); Rome et Lorette (1841); Agnès de Lauvens, ou Mémoires de søur Saint-Louis (1845). Nel 1843 entrò nel nuovo giornale cattolico L'Univers religieux; subito dopo la rivoluzione di febbraio, mantenne un atteggiamento positivamente attendista, infatti in libri come Les libres penseurs (1848), L'esclave Vindex (1849),  Le lendemain de la victoire (1849), Petite philosophie (1849), salutò la repubblica che sperò favorevole alla Chiesa; ma fu poi apologista del colpo di stato del 2 dicembre 1851 per la collaborazione a esso data dal clero cattolico. I suoi attacchi anche contro i cattolici liberali gli giovarono le simpatie di Papa Pio IX e del Vescovo di Poitiers Louis Pie ma furono viste sfavorevolmente dal Vescovo di Orléans Félix Dupanloup, amico di Montalembert e dall'Arcivescovo di Parigi Marie Dominique Sibour, questi facendo in modo da determinare la chiusura de L'Univers; con l'intervento del Pontefice, il quotidiano poté tornare in stampa ma, guastatosi col regime napoleonico, venne ufficialmente sospeso, per ordine governativo, dal 1861 al 1867.
Nonostante l'iniziale sostegno, Veuillot divenne poi un acceso avversario del governo di Napoleone III e dell'Unità d'Italia e pubblicò libri polemici sulla questione romana (De quelques erreurs sur la papauté, 1859; Ça et là, voll. 2, 1859). Nel gennaio 1860 il giornale fu soppresso, ma Veuillot moltiplicò i suoi libelli: Waterloo (1861); Le pape et la diplomatie (1861); Le parfum de Rome (voll. 2, 1861); Deux commensaux du cardinal Dubois (1861); Le fond de Giboyer (1863); Biographie de Pie IX (1863); Satires (1863); Les odeurs de Paris (1866), ecc. Nel 1867 riprese la pubblicazione de L'Univers. Nel 1869 fu a Roma per il Concilio Vaticano I, si fece difensore del dogma dell'Infallibilità papale e pubblicò poi: La liberté du Concile (1870); Rome pendant le Concile (1871). Si rallegrò della caduta del Secondo Impero e riprese in vari scritti le idee di democrazia cattolica già da lui sostenute nel 1848 (La république de tout le monde, 1871; Les filles de Babylone, 1871; Paris pendant les deux sièges, 1871). Morì a Parigi nel 1883.

## Opere
Della sua opera letteraria sono da citare i romanzi: L'honnête femme (voll. 2, 1844); Les nattes (1844); Corbin et d'Aubecourt (1850). Inoltre, Les Couleuvres (poesie, 1869); gli studî storici, politici e letterari: Le droit du seigneur au Moyen Âge (1854); Ètudes sur Saint Vincent de Paul (1854); La guerre et l'homme de guerre (1855); Jésus Christ (1864); Dialogues socialistes (1872); Molière et Bourdaloue (1877); Pie IX (1878); Études sur Victor Hugo (1885). Molti dei suoi articoli sono riuniti in una raccolta: Mélanges religieux historiques et littéraires (voll. 6, 1856-75). La sua Correspondance fu riunita in 6 volumi (1883-85).